# Maasholm
Maasholm (tiếng Đan Mạch: Masholm) là một đô thị thuộc huyện Schleswig-Flensburg, trong bang Schleswig-Holstein, nước Đức. Đô thị Maasholm có diện tích 8,4 km², dân số thời điểm 31 tháng 12 năm 2006 là 662 người.